# Pterophylla (planta)
Pterophylla es un género de plantas fanerogramas de la familia Cunoniaceae. Anteriormente se había colocado como sinónimo de Weinmannia, así como también algunas especies dentro de este.

## Taxonomía
El género fue descrito por David Don y publicado en Edinburgh New Philosophical Journal 9: 93, en 1830.
Etimología
Pterophylla: nombre genérico que se deriva de la combinación de dos palabras; del vocablo griego πτερόν (pterón); "ala", y del también vocablo griego φύλλον (phýllon); "hoja", y se refiere a los tallos de hojas más grandes.

#### Especies
Comprende 67 especies y 9 variedades aceptadas:
- Pterophylla affinis (A.Gray)  Pillon y H.C.Hopkins, 2021
- Pterophylla aggregata (Z.S.Rogers y J.Bradford) J.Bradford y Z.S.Rogers, 2021
- Pterophylla aphanoneura (Airy Shaw) Pillon y H.C.Hopkins, 2021
- Pterophylla arguta (Bernardi) J.Bradford y Z.S.Rogers, 2021
- Pterophylla baehniana (Bernardi) J.Bradford y Z.S.Rogers, 2021
- Pterophylla bernardii J.Bradford y Z.S.Rogers, 2021
- Pterophylla bojeriana (Tul.) J.Bradford y Z.S.Rogers, 2021
- Pterophylla bradfordii (I.M.Turner) J.Bradford y Z.S.Rogers, 2021
- Pterophylla celebica (Koord.) Pillon y H.C.Hopkins, 2021
- Pterophylla clemensiae (Steenis) Pillon y H.C.Hopkins, 2021
- Pterophylla commersonii (Bernardi) J.Bradford y Z.S.Rogers, 2021
- Pterophylla comorensis (Tul.) J.Bradford y Z.S.Rogers, 2021
- Pterophylla coodei (H.C.Hopkins) Pillon y H.C.Hopkins, 2021
- Pterophylla croftii (H.C.Hopkins) Pillon y H.C.Hopkins, 2021
- Pterophylla decora (Tul.) J.Bradford y Z.S.Rogers, 2021
- Pterophylla denhamii (Seem.) Pillon y H.C.Hopkins, 2021
- Pterophylla descombesiana (Bernardi) Pillon y H.C.Hopkins, 2021
- Pterophylla devogelii (H.C.Hopkins) Pillon y H.C.Hopkins, 2021
- Pterophylla dichotoma (Brongn. y Gris) Pillon y H.C.Hopkins, 2021
  - Pterophylla dichotoma var. dichotoma
  - Pterophylla dichotoma var. monticola (Däniker) Pillon y H.C.Hopkins, 2021
- Pterophylla eriocarpa (Tul.) J.Bradford y Z.S.Rogers, 2021
- Pterophylla exigua (A.C.Sm.) Pillon y H.C.Hopkins, 2021
- Pterophylla eymana (H.C.Hopkins) Pillon y H.C.Hopkins, 2021
- Pterophylla fraxinea D.Don, 1830
- Pterophylla furfuracea (H.C.Hopkins) Pillon y H.C.Hopkins, 2021
- Pterophylla henricorum (Bernardi) J.Bradford y Z.S.Rogers, 2021
- Pterophylla hepaticarum (Bernardi) J.Bradford y Z.S.Rogers, 2021
- Pterophylla hildebrandtii (Baill.) J.Bradford y Z.S.Rogers, 2021
- Pterophylla hooglandii (H.C.Hopkins y J.Bradford) Pillon y H.C.Hopkins, 2021
- Pterophylla humbertiana (Bernardi) J.Bradford y Z.S.Rogers, 2021
- Pterophylla humblotii (Baill.) J.Bradford y Z.S.Rogers, 2021
  - Pterophylla humblotii var. anceps (Bernardi) J.Bradford y Z.S.Rogers, 2021
  - Pterophylla humblotii var. humblotii
- Pterophylla hutchinsonii (Merr.) Pillon y H.C.Hopkins, 2021
- Pterophylla icacifolia (Bernardi) J.Bradford y Z.S.Rogers, 2021
- Pterophylla louveliana (Bernardi) J.Bradford y Z.S.Rogers, 2021
- Pterophylla lowryana (J.Bradford) J.Bradford y Z.S.Rogers, 2021
- Pterophylla lucens (Baker) J.Bradford y Z.S.Rogers, 2021
- Pterophylla lucida (Merr.) Pillon y H.C.Hopkins, 2021
- Pterophylla luzoniensis (S.Vidal) Pillon y H.C.Hopkins, 2021
- Pterophylla macgillivrayi (Seem.) Pillon y H.C.Hopkins, 2021
- Pterophylla madagascariensis (DC. ex Ser.) J.Bradford y Z.S.Rogers, 2021
  - Pterophylla madagascariensis var. aniba (Bernardi) J.Bradford y Z.S.Rogers, 2021
  - Pterophylla madagascariensis var. madagascariensis
- Pterophylla magnifica (Z.S.Rogers y J.Bradford) J.Bradford y Z.S.Rogers, 2021
- Pterophylla mammea (Bernardi) J.Bradford y Z.S.Rogers, 2021
- Pterophylla marojejyensis (J.S.Mill. y J.Bradford) J.Bradford y Z.S.Rogers, 2021
- Pterophylla marquesana (F.Br.) Pillon y H.C.Hopkins, 2021
  - Pterophylla marquesana var. angustifolia (Lorence y W.L.Wagner) Pillon y H.C.Hopkins, 2021
  - Pterophylla marquesana var. marquesana
  - Pterophylla marquesana var. myrsinites (Fosberg y Sachet) Pillon y H.C.Hopkins, 2021
- Pterophylla minutiflora (Baker) J.Bradford y Z.S.Rogers, 2021
- Pterophylla negrosensis (Elmer) Pillon y H.C.Hopkins, 2021
- Pterophylla ouaiemensis (Guillaumin y Virot) Pillon y H.C.Hopkins, 2021
- Pterophylla paitensis (Schltr.) Pillon y H.C.Hopkins, 2021
- Pterophylla parviflora (G.Forst.) Pillon y H.C.Hopkins, 2021
- Pterophylla pauciflora (J.Bradford) J.Bradford y Z.S.Rogers, 2021
- Pterophylla pullei (Schltr.) Pillon y H.C.Hopkins, 2021
- Pterophylla purpurea (L.M.Perry) Pillon y H.C.Hopkins, 2021
- Pterophylla racemosa (L.f.) Pillon y H.C.Hopkins, 2021
- Pterophylla raiateensis (J.W.Moore) Pillon y H.C.Hopkins, 2021
- Pterophylla rakotomalazana (J.Bradford) J.Bradford y Z.S.Rogers, 2021
- Pterophylla rapensis (F.Br.) Pillon y H.C.Hopkins, 2021
- Pterophylla richii (A.Gray) Pillon y H.C.Hopkins, 2021
- Pterophylla rutenbergii (Engl.) J.Bradford y Z.S.Rogers, 2021
- Pterophylla sanguisugarum (Bernardi) J.Bradford y Z.S.Rogers, 2021
- Pterophylla serrata (Brongn. y Gris) Pillon y H.C.Hopkins, 2021
- Pterophylla stenostachya (Baker) J.Bradford y Z.S.Rogers, 2021
- Pterophylla sylvicola (Sol. ex A.Cunn.) Pillon y H.C.Hopkins, 2021
- Pterophylla tremuloides (H.C.Hopkins y J.Florence) Pillon y H.C.Hopkins, 2021
- Pterophylla urdanetensis (Elmer) Pillon y H.C.Hopkins, 2021
- Pterophylla venusta (Bernardi) J.Bradford y Z.S.Rogers, 2021
- Pterophylla vescoi (Drake) Pillon y H.C.Hopkins, 2021
- Pterophylla vitiensis (Seem.) Pillon y H.C.Hopkins, 2021
- Pterophylla ysabelensis (L.M.Perry) Pillon y H.C.Hopkins, 2021